# Scleroprocta slaviki
Scleroprocta slaviki là một loài ruồi trong họ Limoniidae. Chúng phân bố ở miền Cổ bắc.